# Борго Карзо (Латина)
Борго Карзо је насеље у Италији у округу Латина, региону Лацио.
Према процени из 2011. у насељу је живело 937 становника. Насеље се налази на надморској висини од 26 м.